# Gewalt

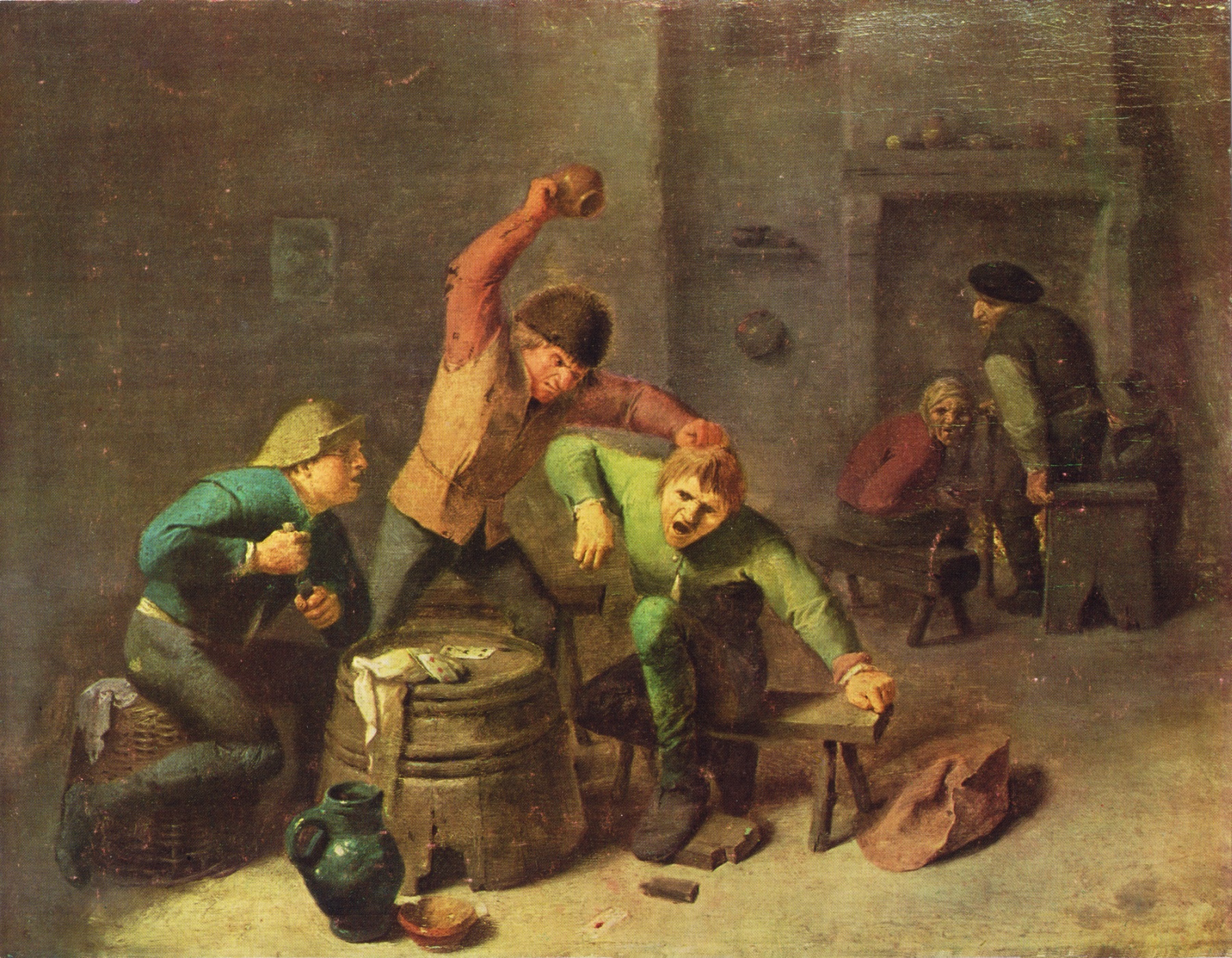
Bauernrauferei beim Kartenspiel (Gemälde von Adriaen Brouwer, 17. Jahrhundert)

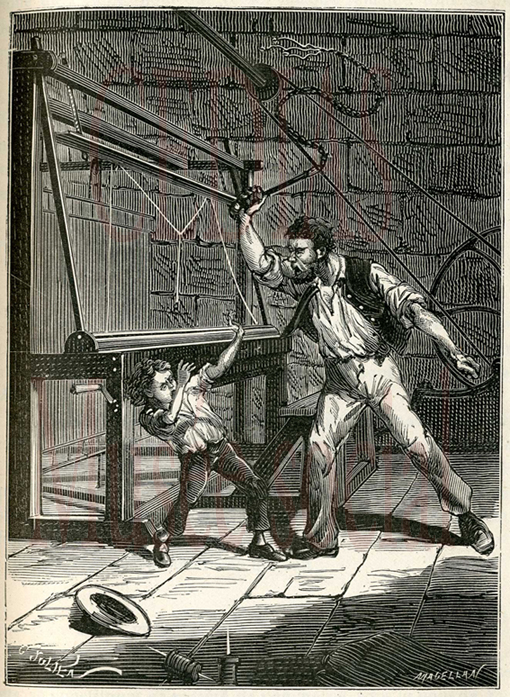
Kindesmisshandlung als Form der häuslichen Gewalt

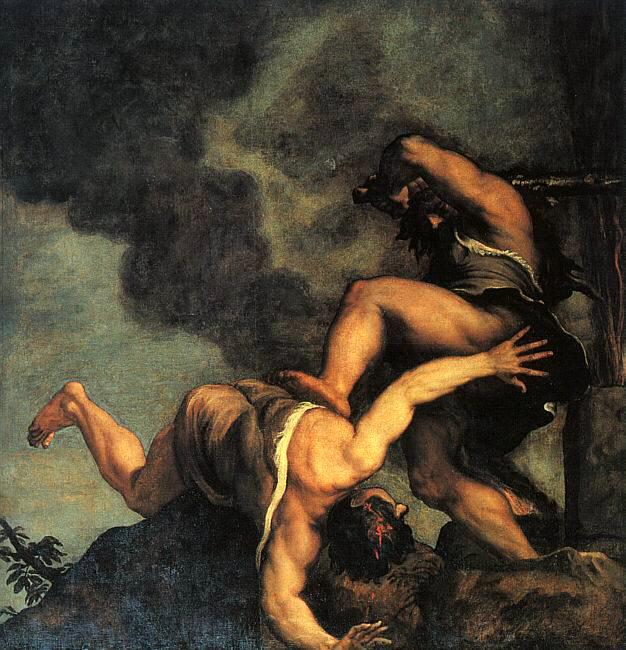
Der Brudermord aus dem Alten Testament, Kain und Abel, von Tizian

Gewalt bezeichnet im Deutschen zweierlei: Rechtsphilosophisch bezeichnet es „ordnende Staatsgewalt“ (lateinisch potestas), soziologisch und gemeinsprachlich dagegen bezeichnet es „zerstörende Gewalttätigkeit“ (lateinisch violentia): Vorgänge und soziale Zusammenhänge, in denen oder durch die auf Menschen, Tiere oder Gegenstände beeinflussend, verändernd oder schädigend eingewirkt wird. Gemeint ist das Vermögen zur Durchführung einer Handlung, die den inneren oder wesentlichen Kern einer Angelegenheit oder Struktur (be)trifft.
Der Begriff der Gewalt und die Bewertung von Gewalt im Allgemeinen sowie im Privaten (in Form von häuslicher Gewalt) ändert sich im historischen und sozialen Kontext. Auch wird er je nach Zusammenhang (etwa Soziologie, Rechtswissenschaft, Politikwissenschaft) in unterschiedlicher Weise definiert und ist Änderungen unterworfen, so wurde z. B. das Recht auf gewaltfreie Erziehung in Deutschland im Jahr 2000 eingeführt (siehe Körperstrafe). Im soziologischen Sinn ist Gewalt eine Quelle der Macht. Im engeren Sinn wird darunter häufig eine illegitime Ausübung von Zwang verstanden.
Die Weltgesundheitsorganisation definiert Gewalt in dem Bericht „Gewalt und Gesundheit“ (2002) wie folgt:

„Gewalt ist der tatsächliche oder angedrohte absichtliche Gebrauch von physischer oder psychologischer Kraft oder Macht, die gegen die eigene oder eine andere Person, gegen eine Gruppe oder Gemeinschaft gerichtet ist und die tatsächlich oder mit hoher Wahrscheinlichkeit zu Verletzungen, Tod, psychischen Schäden, Fehlentwicklung oder Deprivation führt.“

Im Sinne der Rechtsphilosophie ist Gewalt gleichbedeutend mit Macht (englisch power, lateinisch potentia) oder Herrschaft (potestas). Zivilrecht und Strafrecht basieren auf dem allgemeinen Gewaltverbot (siehe hierzu auch das Gewaltmonopol des Staates, in dem wiederum Macht die Quelle von Gewalt darstellt). Feminismus und Poststrukturalismus wenden den Gewaltbegriff darüber hinaus auch auf die Sprache an.

## Etymologie und Wortgeschichte
Das Wort „Gewalt“ geht auf das rekonstruierte protogermanische Verb *waldan und ahd. waltan („stark sein, beherrschen“) zurück, aus dem nhd. u. a. die Formen walten und verwalten entstanden sind. Bereits ahd. erscheint erstmals auch die Substantivierung gewalt, giwalt, und zwar sowohl in der Bedeutung von potestas („Macht“) als auch von violentia („Gewalttätigkeit“, „Unrecht“, „Zwang“). Ebenfalls noch im Ahd. erscheint auch die Adjektivierung giwaltīg* („mächtig“, „kräftig“). Produktiv ist die etymologische Wurzel u. a. auch im Niederländischen (geweld), Dänischen (volde, vold), Bokmål (vold), Nynorsk (vald), Isländischen (valda, vald) und Schwedischen (våld) geworden. Im britischen Englisch existieren mundartlich ein Verb und ein Substantiv wald („herrschen“; „Macht“). Standardenglisch geht wield ([z. B. Macht] „handhaben“) auf *waldan zurück.
Dass das Wort auch in nicht-germanischen Sprachen existiert, weist darauf hin, dass es sogar bereits indogermanischen Ursprungs sein könnte. Im Litauischen, das eine baltische Sprache ist, gibt es Wörter wie valda („Herrschaftsgebiet“) und valdyti („verwalten“). Im Russischen, einer slawischen Sprache, findet sich u. a. власти (vlasti, „Herrschaft“).
Die bis in die Gegenwart bestehende Polysemie des Wortes „Gewalt“ ist jedoch ein hauptsächlich deutsches Phänomen. Dem römischen Rechtsdenken war die Bedeutung von ahd. waltan („Verfügungsmacht haben“) fremd gewesen; den romanischen Sprachen fehlt eine entsprechende Mehrdeutigkeit, franz.violence, ital. violenza, span. violencia bedeutet nicht auch „Macht“. Selbst in den meisten anderen germanischen Sprachen bezeichnen die auf *waldan basierenden Wörter heute entweder potestas (z. B. Scots) oder violentia (z. B. Niederländisch, Schwedisch), aber nicht beides. Allerdings zeigt sich auch im Deutschen eine Tendenz, das Wort zunehmend im Sinne der violentia zu gebrauchen.

## Gewalt in verschiedenen Zusammenhängen

### Interdisziplinär
Gewalt wird in den verschiedenen Wissenschaften, aber auch in allgemeineren Diskussionen, oft in Zusammenhang mit Aggression gebracht oder manchmal sogar damit gleichgesetzt. Um beides unter Berücksichtigung der interdisziplinären Forschung systematisch aufeinander zu beziehen, hat Klaus Wahl folgende Unterscheidung vorgeschlagen: Als Aggression bezeichnet er ein Ensemble von der Evolution entstammenden biopsychosozialen Mechanismen zur Ressourcengewinnung und -verteidigung (auch für Verwandte und eine Eigengruppe) – als ultimaten Ursachen (evolutionsbiologischer Vorteil). Diese Mechanismen werden bei Menschen durch Aspekte der individuellen Persönlichkeit, sozioökonomische, kulturelle und situative Umstände und Auslöser aktiviert oder gehemmt sowie durch Emotionen (Furcht, Frustration, Stressgefühl, Schmerz, Wut, Dominanz, Lust) motiviert – als proximaten Ursachen. Aggression erfolgt absichtlich als Drohung mit oder Anwendung von schädigenden Mitteln. Als pathologisch gilt Aggression, die übertrieben, andauernd oder dem Kontext nicht adäquat ist. Mit Aggressivität bezeichnet Wahl das Potential für Aggression. Dagegen bezeichnet Wahl Gewalt als die durch Gesellschaft und Staat historisch und kulturell variabel normierte Teilmenge von Aggression, die je nach Kontext gefordert, gewünscht, geduldet, geächtet oder bestraft wird (wie etwa beim Boxer vs. Mörder; Verteidigungs- vs. Angriffskrieg). Oft ist Gewalt in Hierarchien (Machtstrukturen) eingebettet (z. B. väterliche, staatliche Gewalt).

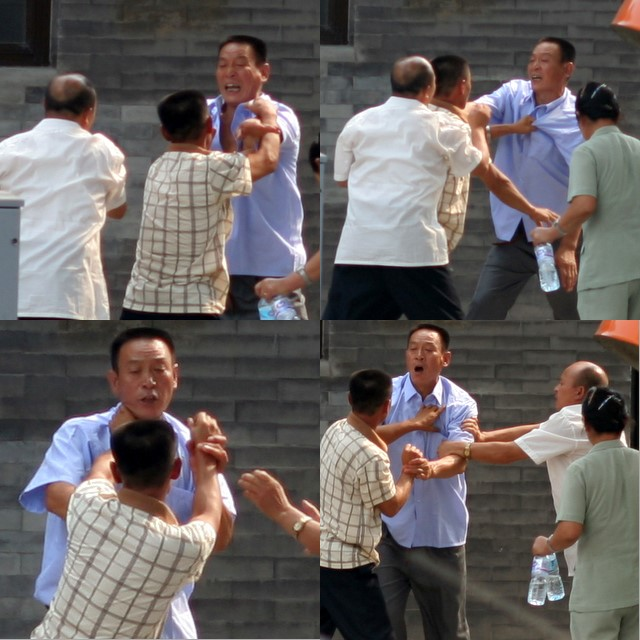
Kampf

### Soziologie
Norbert Elias sah Gewalt als eine dem Sozialleben unausweichlich innewohnende Größe, mit der Menschen umzugehen lernen müssen. Gewalt war für ihn immer physische Gewalt, die, wenn sie gegen Menschen gerichtet ist, auf Verletzung der körperlichen Integrität zielt, sei es als Folter, Verwundung, Tötung oder Vergewaltigung. In seinem Werk Über den Prozeß der Zivilisation (1939) beschrieb Elias einen Wandel in der sozialen Wahrnehmung von Aggression und Gewalt als Teil des Gesamtprozesses der Herausbildung der Zivilisation. Anhand von zeitgenössischen Textquellen wies er beispielsweise auf, dass impulsive Gewalttätigkeit im Mittelalter, insbesondere öffentliche, also etwa kriegerische Gewalttätigkeit, lustvoller erlebt wurde und weniger mit Scham und Abscheu verbunden war als in späteren Zeiten. Während Fußball im Mittelalter und auch in der frühen Neuzeit noch ein brutaler Sport gewesen war, bei dem Spieler oft ums Leben kamen, gilt dort – von England ausgehend – seit der Moderne Fair Play. In der Gegenbewegung erlangte der Staat ein Gewaltmonopol; historisch wurde dieses, wie Elias herausgearbeitet hat, allerdings auch immer wieder unterlaufen und in Frage gestellt.

#### Popitz
Heinrich Popitz sah Gewalt 1986 als ein spezielles, anthropologisch verankertes Machthandeln:

„Der Mensch muß nie, kann aber immer töten […] – jedermann. […] Gewalt überhaupt und Gewalt des Töten im besonderen ist […] kein bloßer Betriebsunfall sozialer Beziehungen, keine Randerscheinung sozialer Ordnungen und nicht lediglich ein Extremfall oder eine ultima ratio (von der nicht so viel Wesens gemacht werden sollte). Gewalt ist in der Tat […] eine Option menschlichen Handelns, die ständig präsent ist. Keine umfassende soziale Ordnung beruht auf der Prämisse der Gewaltlosigkeit. Die Macht zu töten und die Ohnmacht des Opfers sind latent oder manifest Bestimmungsgründe der Struktur sozialen Zusammenlebens.“

Um einen inflationären Gebrauch des Gewaltbegriffs abzuwehren, definierte er Gewalt strikt als physische Verletzung und deren Androhung: „Gewalt meint eine Machtaktion, die zur absichtlichen körperlichen Verletzung anderer führt, gleichgültig, ob sie für den Agierenden ihren Sinn im Vollzug selbst hat (als bloße Aktionsmacht) oder, in Drohungen umgesetzt, zu einer dauerhaften Unterwerfung (als bindende Aktionsmacht) führen soll.“ Popitz unterschied Gewalt von aggressionsgetriebenem Verhalten, da Aggression als Motiv oder Impuls für Gewalt gar nicht zwingend eine Rolle spiele; Gewalt könne beispielsweise auch aus Gehorsam erfolgen.
Trutz von Trotha und Birgitta Nedelmann sind Popitz, u. a. bei seiner strengen Fassung des Gewaltbegriffes, später gefolgt.

#### Enzensbergers Zuspitzung
An diese und andere Grundsätzlichkeiten anschließend und auch Genozid (Völkermord) als Mordhandlung(en) bedenkend, hat der Schriftsteller Hans Magnus Enzensberger zu Beginn seiner ab 1993 erschienenen Bürgerkrieg-Essays die in der soziologischen These von der Universalität der Gewalt und ihrer gesellschaftlichen Funktionalität aufscheinende „furchtbare Wahrheit“ (Georg K. Glaser) zum besonderen Vernichtungs- oder Destruktionspotential der Gattung Mensch plastisch ausgedrückt:

„Der Mensch ist der einzige unter den Primaten, der die Tötung seiner Artgenossen planvoll, in größerem Maßstab und enthusiastisch betreibt. Der Krieg gehört zu seinen wichtigsten Erfindungen.“

#### Reemtsmas triadische Gewalttypologie
An militärstrategische Hinweise anschließend hat der Literaturwissenschaftler und Sozialtheoretiker Jan Philipp Reemtsma in seiner 2008 erschienenen Studie Vertrauen und Gewalt aktuell drei Typen von Gewalt unterschieden: einmal die lozierende Gewalt, die einen anderen Körper entfernt, weil er der Verfolgung eigener Interessen im Wege steht (z. B. im Krieg, bei Raub und Mord), zum anderen die raptive Gewalt, die sich des anderen Körpers bemächtigt, um ihn für seine Interessen zu benutzen (vor allem in Formen sexueller Gewalt), und schließlich die autotelische Gewalt, die im Unterschied zu den beiden erstgenannten Gewaltformen keinem außerhalb der Gewalthandlung(en) liegenden Zweck dient, sondern vielmehr um ihrer selbst willen angewandt wird. Hierunter thematisiert er ausdrücklich auch den unmittelbaren Lustgewinn Vieler, wenn sie Gewalt anwenden (schrecken, quälen, foltern) können.

### Ethnologische Theorien zur Gewalt
Innerhalb der Ethnologie und der Ethnosoziologie ist der Gewaltbegriff umstritten und eine allgemeingültige, klare Definition existiert nicht. Es handelt sich um einen noch sehr jungen Forschungsbereich. Eine ausführliche Theoriebildung fand erst seit den 1940er Jahren statt. Nach Scheper-Hughes und Philippe Bourgois vermieden viele Ethnologen bis weit ins 20. Jahrhundert hinein vor allem deshalb die Untersuchung indigener Gewaltformen, um durch ihre Analyse nicht das Stereotyp von der Primitivität und Brutalität indigener Völker zu stärken.

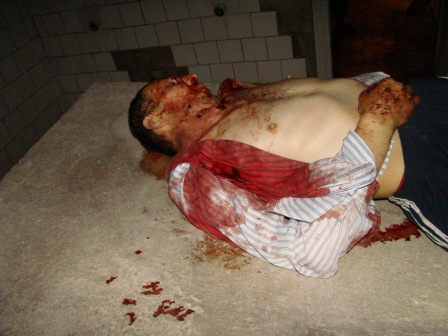
Spuren physischer Gewalt, ziviles Opfer im militärischen Konflikt aus dem Kaukasuskrieg 2008

Ethnologische Ansätze können auf einer etischen oder emischen Herangehensweise basieren. Bei einem etischen Vorgehen, welches sich durch eine Analyse vor dem Hintergrund westlich geprägter Wissenschaftskonzepte auszeichnet, kann eine Kultur vergleichende Studie durchgeführt werden. Ein emisches Vorgehen hingegen versucht das Phänomen Gewalt mit den jeweiligen kultureigenen Begriffen und Konzepten darzustellen.
Die soziale Rolle von Gewalthandlungen in verschiedenen kulturellen Kontexten, ihre kulturspezifischen Ursachen und Bedingungen, sowie die je nach Kultur unterschiedlichen Konzeptionen von Gewalt sind zentrale Fragestellungen der Forschung.
Wichtige Themen in ethnologischen Untersuchungen von Gewalt sind Nationalität, Ethnizität, Rache, „rumor and gossip“, Alkohol, Religion, Aggressivität, Kriegsführung, Selbstmord, Hexerei, strukturelle Auswirkungen von Gewalt sowie Gewaltlosigkeit.
Es werden unter anderem strukturelle, symbolische und physische Gewalt unterschieden. Physische Gewalt beinhaltet eine relativ eng umgrenzte Gewaltdefinition, die eine intendierte körperliche Schädigung als Grundlage hat. Trotzdem können sich auch vor dem Hintergrund einer engen Definition verschiedene Perspektiven und Bewertungen von ein und demselben Kraftakt auftun. Diese Perspektivdifferenz zum Thema Gewalt greift David Riches, einer der bedeutendsten Vertreter der Kultur- und Sozialanthropologie der Gewalt, in seiner Theorie des Dreiecks der Gewalt bestehend aus Täter, Opfer und Zeuge aus dem Jahr 1986 auf. Danach hängt die Definition von Gewalt letztendlich von der Beurteilung der Beteiligten ab.
Riches’ Erklärung konzentriert sich auf phänomenologische und handlungsmotivierende Aspekte von Gewalt. Daneben gibt es heute eine Vielzahl von Theorien, die gewalttätige Handlungen in ihrem historischen Kontext betrachten. Untersucht werden sowohl Vorbedingungen für als auch Konsequenzen von Gewaltakten.
Narrative Ansätze neigen dazu, Beweggründe für Gewalt zu erklären, sie zu legitimieren und Menschen damit letztendlich zur Ausübung von Gewalt zu motivieren.
Weiterhin wird zwischen individueller und kollektiver Gewalt unterschieden. Wird Gewalt auf das Individuum bezogen untersucht, liegt der Fokus auf der subjektiven Erfahrung. Bei kollektiver Gewalt sind die Folgen einer als gewalttätig aufgefassten sozialen Handlung entscheidend.
René Girard spricht von der Heiligkeit der Gewalt, die er mit dem Aspekt des Sündenbockopfers verbindet. Axel Montenbruck überträgt diesen Gedanken auf den Zwangscharakter einer jeden (Rechts-)Ordnung und auch auf den moralischen „Selbstzwang“.

### Recht

#### Zivilrecht und Strafrecht
Im Strafrecht ist Gewalt ein Zwangsmittel zur Einwirkung auf die Willensfreiheit eines anderen, z. B. bei Raub, Entführung, Erpressung und Nötigung; bei Delikten wie Mord, Körperverletzung und Sachbeschädigung geht das Strafrecht vom Ergebnis aus, d. h. jemand wird getötet, verletzt oder eine Sache wird beschädigt bzw. zerstört.
Zivilrecht und Strafrecht basieren auf dem allgemeinen Gewaltverbot. Ausgenommen sind nur Situationen der Notwehr und des Notstands sowie Fälle des unmittelbaren Zwanges von Vollzugskräften des Staates (Gewaltmonopol des Staates).
Die Anwendung von Gewalt (lat. vis oder violentia), im Sinne von roher, verbrecherischen Gewaltsamkeit, wirkt hier strafverschärfend, z. B. bei Eigentums- und Sexualdelikten. Der „materielle“ Gewaltbegriff im Strafrecht setzt eine physische Zwangswirkung beim Opfer voraus. Gewalt wird daher meist als personales, weniger als psychisches oder gar soziales Handeln verstanden. Der Einsatz von Gewalt ist für den Akteur, also den Täter, subjektiv mit Vorteilen verbunden. Der Sinn des Gewalteinsatzes kann instrumentell – der Akteur versucht, zum Teil auch mangels anderer Mittel, ein bestimmtes Ziel zu erreichen – oder expressiv – der Gewalteinsatz dient dann etwa der Selbstdarstellung oder Selbstvergewisserung – sein.
Ein eigenständiges Tatbestandsmerkmal stellt die Gewalt bei der nach dem Recht Deutschlands gemäß § 240 StGB strafbaren Nötigung dar. Hiernach definiert sich Gewalt als körperlich wirkender Zwang durch die Entfaltung von Kraft oder durch sonstige physische Einwirkung, die nach ihrer Intensität dazu geeignet ist, die freie Willensentschließung oder Willensbetätigung eines anderen zu beeinträchtigen. Nach ihrem Zweck unterscheiden sich vis absoluta und vis compulsiva.
Die Anwendung von Gewalt bei der Erziehung ist in Deutschland verboten. Im Jahr 2000 wurde durch das Gesetz zur Ächtung von Gewalt in der Erziehung das elterliche Züchtigungsrecht abgeschafft (§ 1631 Abs. 2 BGB).

#### Rechtsmedizin
Im Gegensatz zur Rechtsprechung wird der Begriff Gewalt in der Medizin und Rechtsmedizin im Sinne einer physischen Einwirkung enger umrissen für eine Gruppe von schädigenden Ereignissen verwendet. Man unterteilt rechtsmedizinisch in scharfe Gewalt, wenn glattrandige Hautdurchtrennungen bei Stich-, Schnitt- oder Hiebverletzungen mit spitzen oder scharfkantigen Gegenständen vorkommen und spricht von stumpfer Gewalt, wenn breitflächige oder stumpfkantige Gegenstände oder Flächen auf den Körper treffen. Zudem gibt es den Begriff der halbscharfen Gewalt (durch sogenannte halbscharfe Werkzeuge wie Axt, Beil oder Säbel sowie unter bestimmten Bedingungen auch stumpfkantige Werkzeuge). Auch Schussverletzungen und Strangulierungen zählen rechtsmedizinisch zur Gewalt. Hingegen werden z. B. Brandstiftungen, Nötigungen oder Gifteinwirkungen nicht unter diesen Begriff geordnet, obwohl diese ihrer rechtlichen und psychologischen Natur nach ebenfalls gewalttätig sind.
Gewalt ist in der Rechtsmedizin eine von vielen Formen der schädigenden Einflussnahme seitens der Täter auf die Opfer. Historisch stellen stumpfe und vor allem scharfe Gewalt zudem die häufigsten Methoden des Kriegshandwerks dar und sind für einen großen Prozentsatz der Opfer verantwortlich.

### Politik und Politikwissenschaft

#### Staatsgewalt und Gewaltenteilung
Im Sinne der Rechtsphilosophie ist Gewalt gleichbedeutend mit Macht (englisch power, lateinisch potentia) oder Herrschaft (lateinisch potestas). Während Staatsgewalt einst als Ausdruck legitimer Machtausübung als gleichsam sakrosankt anerkannt wurde, entstanden mit zunehmender gesellschaftlicher Ausdifferenzierung Forderungen nach Verrechtlichung, prozeduraler Einhegung und demokratischer Legitimierung von Gewalt (Gewaltenteilung, „Alle Staatsgewalt geht vom Volk aus“). Man unterscheidet im demokratischen Rechtsstaat die gesetzgebende Gewalt (Legislative), die vollziehende bzw. ausführende Gewalt (Exekutive) und die Rechtsprechung (Judikative). Das Gewaltmonopol des Staates regelt und begrenzt die Ausübung physischen Zwanges gegenüber Staatsbürgern. Die Staatsphilosophie beschäftigt sich somit mit Ausübung von Gewalt im innerstaatlichen Verhältnis und im Verhältnis zwischen Staaten (im Inneren, s. z. B. Widerstandsrecht, im Äußeren „Theorie des gerechten Krieges“). Ein wesentliches Ziel ist es, Gewalt einzuhegen und an Legitimationsprozesse zu binden (z. B. Polizei- und Kriegsrecht).

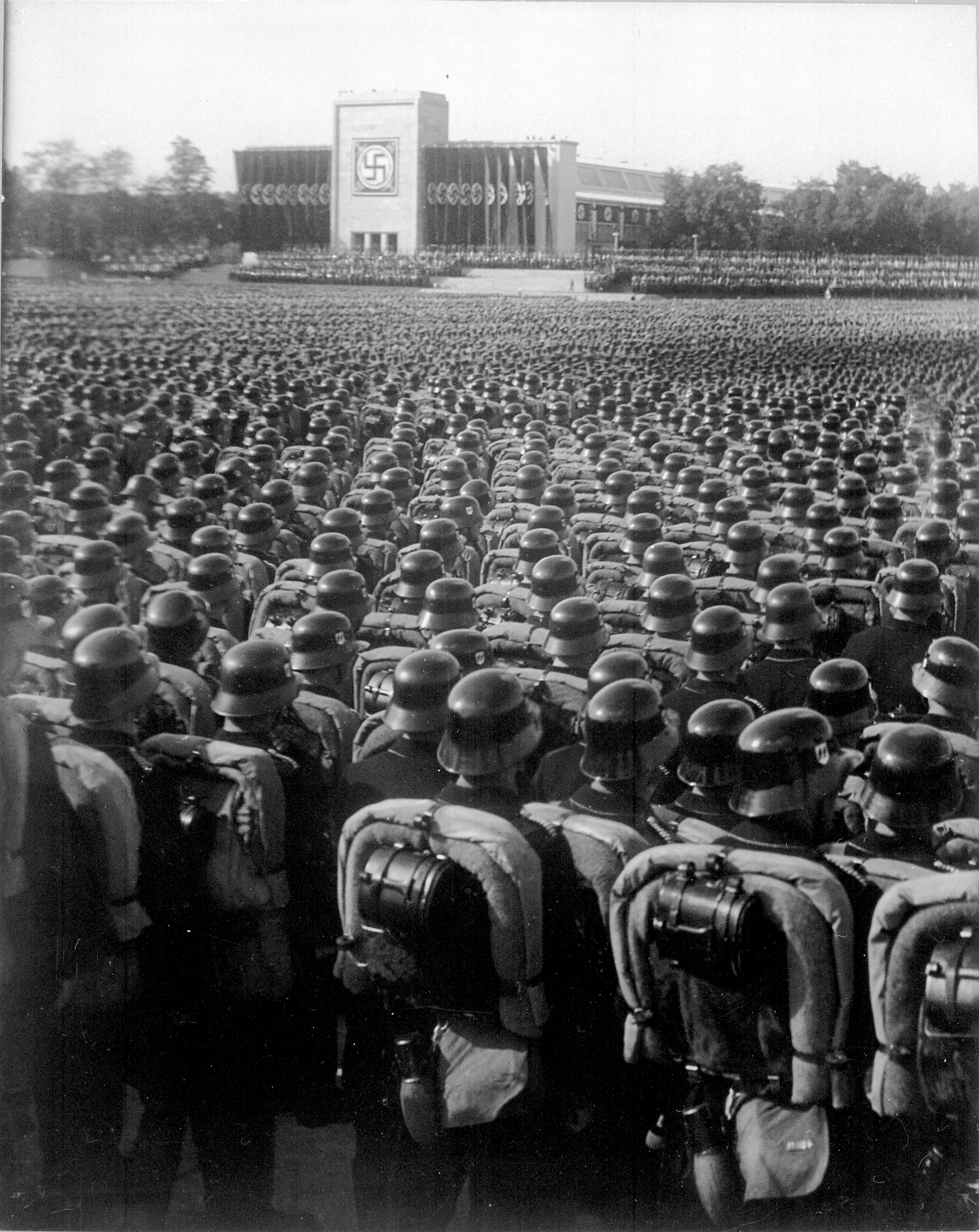
Gewalt als Ausdrucksform der Diktatur

Eine planvolle Vorgehensweise zum Einsatz politisch motivierter Gewalt oder deren zielgerichtete Androhung, beispielsweise im Krieg oder zur Abschreckung, wird als Strategie bezeichnet. Die Analyse bereits angewandter und die Ausarbeitung neuer Strategien ist Hauptanliegen der Strategischen Studien, einer Unterdisziplin der Internationalen Beziehungen.

#### Gegengewalt
Frantz Fanon und Herbert Marcuse formulierten unter dem Eindruck von Algerien- und Vietnamkrieg das Prinzip der „Gegengewalt“, die von unterdrückten Völkern und diskriminierten Minderheiten mit dem Zweck ausgeübt wird, die sie beherrschende Gewalt zu brechen. Marcuse glaubt, „daß es für unterdrückte und überwältigte Minderheiten ein ,Naturrecht‘ auf Widerstand gibt, außergesetzliche Mittel anzuwenden, sobald die gesetzlichen sich als unzulänglich herausgestellt haben. Gesetz und Ordnung sind überall und immer Gesetz und Ordnung derjenigen, welche die etablierte Hierarchie schützen; es ist unsinnig, an die absolute Autorität dieses Gesetzes und dieser Ordnung denen gegenüber zu appellieren, die unter ihr leiden und gegen sie kämpfen – nicht für persönlichen Vorteil und aus persönlicher Rache, sondern weil sie Menschen sein wollen. Es gibt keinen anderen Richter über ihnen außer den eingesetzten Behörden, der Polizei und ihrem eigenen Gewissen. Wenn sie Gewalt anwenden, beginnen sie keine neue Kette von Gewalttaten, sondern zerbrechen die etablierte.“
In der Diskussion der 68er-Bewegung unterschied man Gewalt als „Diktatur der Gewalt“ (Staat, Kapitalismus, strukturelle Gewalt, vgl. Rudi Dutschke) von Notwehr, Selbstverteidigung, Entmonopolisierung der Gewalt und drittens von „revolutionärer Gewalt“ (Generalstreik, bewaffnetem Befreiungskampf in Teilen der sogenannten „Dritten Welt“). Ob Gewalt legitim für die jeweilige politische Aktion war, knüpfte sich an die Unterscheidung von „Gewalt gegen Sachen“ (juristisch gilt diese als Schädigung oder auch Landfriedensbruch, wenn ein Polizeifahrzeug beschädigt wird), mit der einem Protest oder einer Forderung Nachdruck verliehen werden soll, und „Gewalt gegen Personen“, die, abgesehen von Teilen der späteren Stadtguerilla und der RAF, allgemein abgelehnt wurde.

### Philosophie
Philosophisch ist Gewalt seit dem Wegfall der kosmischen bzw. göttlichen Ordnung in der Neuzeit untrennbar verknüpft mit der Frage nach Legitimität. Obwohl eine Auseinandersetzung mit Gewalt bis in die Anfänge der Philosophie zu verfolgen ist, ist ihre Problematisierung damit ein relativ neues Phänomen. Sie ist erst denkbar, seit Gewalt selbst „nicht mehr als selbstverständlich gilt.“

#### Dimensionen der Gewalt bei Karl Marx
Karl Marx unterscheidet zwischen vier Dimensionen der Gewalt: Im Eigentum liegende Gewalt, individueller Zwang, politische und revolutionäre Gewalt.
Gewalt des Eigentums
Die Gewalt des Eigentums beschreibt eine den kapitalistischen Produktionsverhältnissen inhärente strukturelle Gewalt. Die Gewalt des Eigentums gehe von der Bourgeoisie aus, während sie vor allem das Proletariat erfahre. Sie beschreibt primär die im Besitz von Eigentum liegende, klassenspezifische Verfügungsgewalt über materielle oder menschliche Ressourcen.

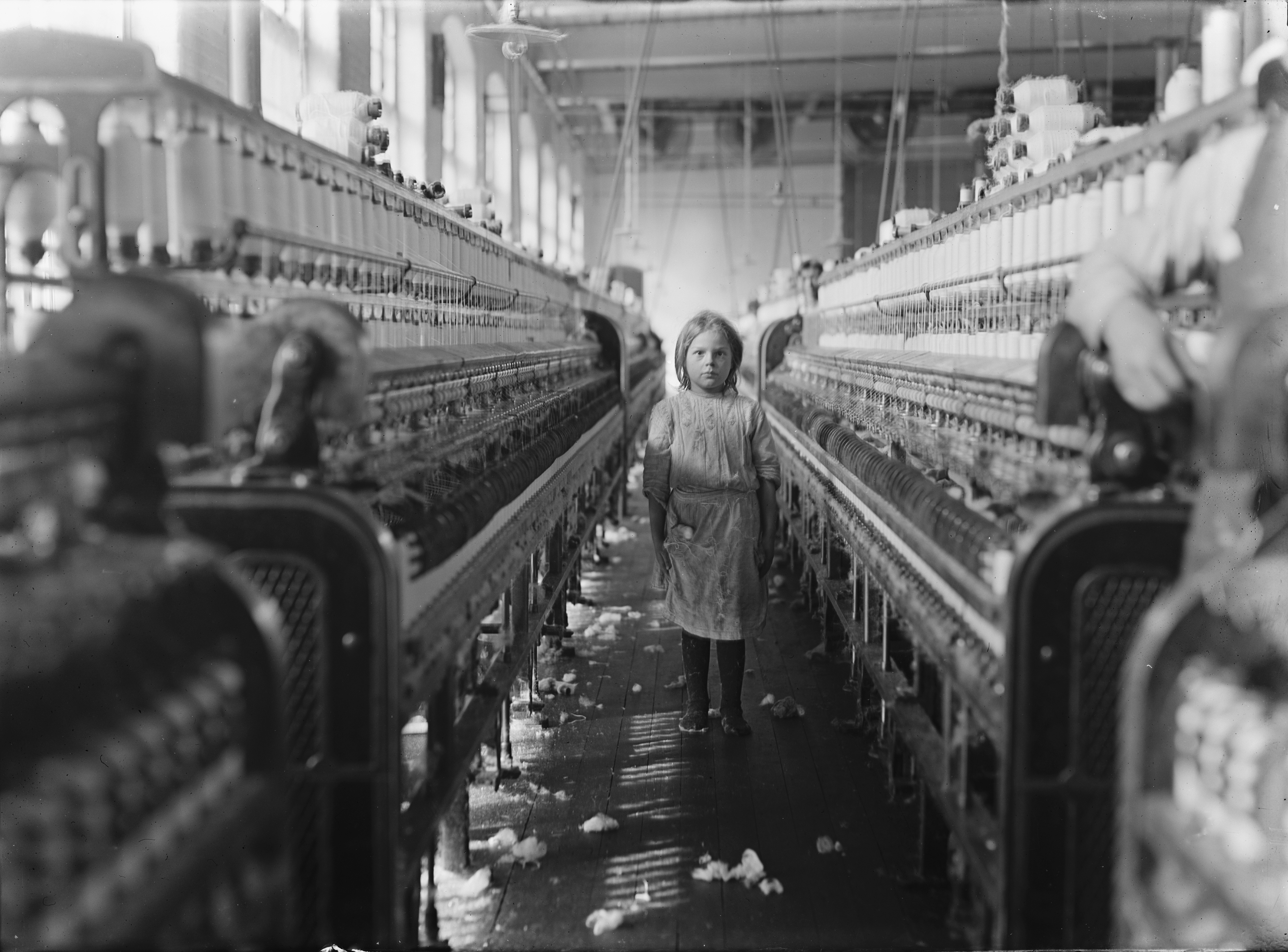
Kinderarbeiterin um 1900

Gleichzeitig führe die Gewalt des Eigentums eine aggressive Grundstimmung in die kapitalistische Produktionsweise ein. Diese resultiere aus den zwei Gesetzen des tendenziellen Falls der Profitrate und der kontinuierlichen Steigerung des Mehrwerts. Das Zusammenwirken dieser Gesetze zwänge die Bourgeoisie dazu, die Ausbeutung der Arbeitskräfte und natürlichen Ressourcen in der Arbeitswelt zunehmend auszureizen. Der Produktionsprozess sei durch die Gewalt des Eigentums verbunden mit einer prinzipiellen Überausbeutung.
Zwang
Wegen fehlender sozialer Absicherung seien Menschen dazu gezwungen, sich in den kapitalistischen Produktionszusammenhang zu integrieren. Dieser Zwang nehme in Form von Fabrikdisziplin, erzwungener Arbeitsteilung oder konjunkturbedingter Arbeitslosigkeit in Marx’ Werk dabei die Gestalt individuellen Leidens an. Im Zwang manifestiert sich die abstrakte Gewalt des Eigentums in konkreter Form.
Politische Gewalt
Je nach Gesellschaftsordnung stehe die politische Gewalt in einem über- oder untergeordneten hierarchischen Verhältnis zu der Gewalt des Eigentums und dem Zwang. Sie beschreibt die Strategien der herrschenden Klasse in die politische Realität einzugreifen.
Marx’ entwirft entlang der Gesellschaftsstufen des historischen Materialismus eine Typologie der politischen Gewalt. In Feudalgesellschaften dämpfe politische Gewalt „durch willkürliche Steuern, durch Konfiskation, durch Privilegien, durch störende Einmischung der Bürokratie in Industrie und Handel“ die Gewalt des Eigentums noch ab. Politik handle hier noch nicht nach den Maßstäben ökonomischer Effizienz, sondern würde vor allem durch persönliche Beziehungen geprägt, die zu willkürlicher oder prinzipienorientiert Bevorzugung und/oder Diskriminierung führe. In der bürgerlichen Gesellschaft diene die politische Gewalt ausschließlich der Sicherung der gegenwärtigen Eigentumsverhältnisse.
Revolutionäre Gewalt
Der revolutionären Gewalt schreibt insbesondere der junge Marx eine historische Funktion zu. Gesellschaftlicher Fortschritt ist für Marx erst dann realisiert, wenn die Ausbeutungsstrukturen und damit die Gewalt des Eigentums ebenso wie Zwang überwunden wurden. Revolutionen, die zwar die politische Gewalt der Bourgeoisie zerschlagen, allerdings nicht diese Formen von Gewalt beseitigen, seien gescheitert. Eine bildgewaltige Beschreibung der Prinzipien revolutionärer Gewalt findet sich im Manifest der Kommunistischen Partei.
Marx denkt revolutionäre Gewalt somit strikt historisch-abstrakt. Sie beschreibt keine Gewalteruptionen von Menschenansammlungen, sondern den qualitativen Fortschritt der Geschichte hin zur kommunistischen Gesellschaft. Die Geschichte ist im historischen Materialismus geordnet und trotz Brüchen kontinuierlich. Eine Ordnung trage die Grundlage der darauffolgenden bereits in sich. Prärevolutionäre Produktivkräfte, die am Ende eines Zyklus lediglich gehemmt wurden, würden in der neuen Ordnung erhalten bleiben. Trotz dieser abstrakten Denkfigur bleibt die Revolution bewusste Praxis, allerdings schafft ihre Kraft streng genommen nicht etwas völlig Neues, sondern öffnet die Welt für das Proletariat.

#### Georges Sorel

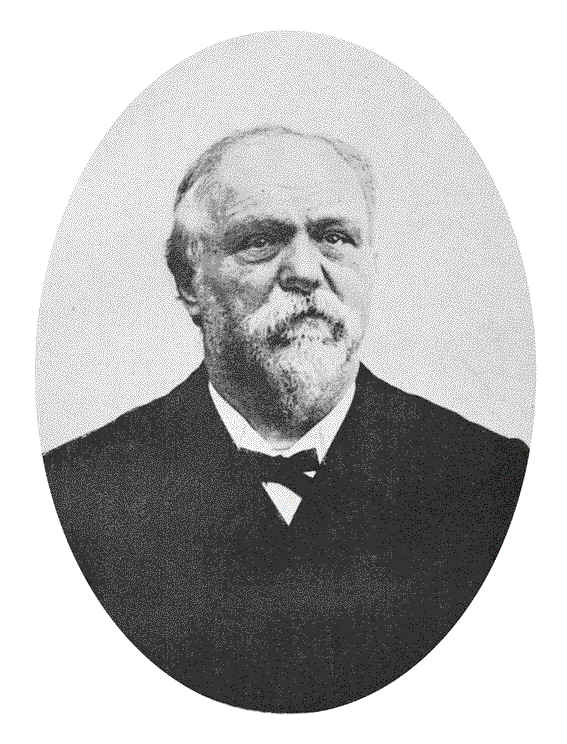
Der französische Sozialphilosoph Georges Sorel (1847–1922)

Als eine bis heute wichtige Inspirationsquelle linker wie rechter Gewaltlegitimation gilt Georges Sorels Schrift Réflexions sur la violence (1908). Sorel, der zur Entstehungszeit des Essays einen dezidiert revolutionären und antiparlamentarischen Syndikalismus in der Tradition Pierre-Joseph Proudhons vertrat und sich dadurch von den in Frankreich regierenden Linksrepublikanern entfernt und der rechtsextremen Action française genähert hatte, schrieb die Réflexions als eine Auseinandersetzung mit dem sozialdemokratischen Revisionismus seiner Zeit, dem er vorwarf, die marxistische Idee des Klassenkampfes zugunsten eines staatserhaltenden sozialen Reformkurses aufgegeben zu haben. Sein „Sozialismus“ war, wie Gottfried Eisermann aufgewiesen hat, nicht durch das Erlebnis proletarischer Not, sondern durch den Anblick des moralischen Verfalls der herrschenden Klassen geformt. Im Mittelpunkt seiner Vorstellungen vom Klassenkampf stand, von Henri Bergson inspiriert, die Idee der kollektiven Erhebung eines aller politischen Zielsetzung entkleideten und mythisch verbrämten Generalstreiks, der für Sorel zum großen Armageddon, zur letzten Schlacht dieser Welt vor der Heraufkunft einer neuen wurde. Er sah hier eine „erhabene“, reinigende Gewalt sich entladen, die alles beseitigen solle, was Sorel verhasst war: die Reformer, die Soziologen, die Intellektuellen. Sorels Vorschlag, mithilfe eines „Mythos“ fanatisierte Massen zu hemmungslosester Gewaltanwendung aufzustacheln (um ihren Führern zum Besitz der Macht zu verhelfen, ohne ihnen das gute Gewissen zu nehmen, dass sie sich lediglich gegen die „Dekadenz“ gestemmt haben), hatte wenig später erheblichen Einfluss auf die politische Theorie des Nationalsozialismus, etwa bei Carl Schmitt (Die geistesgeschichtliche Lage des heutigen Parlamentarismus, 1923), der Sorels Mythentheorie umstandslos mit dem faschistischen Experiment gleichgesetzt hat.

#### Walter Benjamin
Walter Benjamins Essay Zur Kritik der Gewalt (1921), der als einer der wichtigsten philosophischen Texte des 20. Jahrhunderts gilt, kreist zentral um die Verbindung von Gewalt und Recht sowie die Quellen und Formen von Gewalt. Der Essay umfasst zwei Teile, von denen der erste sich mit den politischen und gesellschaftlichen Formen der Gewalt befasst, der zweite dagegen mit ihren metaphysischen Gesichtspunkten.
Rechtsetzende Gewalt
Die zentrale Denkfigur der ersten Hälfte des Textes bildet die rechtsetzende Gewalt. Mit ihr macht Benjamin auf die Unterscheidung zwischen sanktionierten und nicht-sanktionierten Formen der Gewalt in Rechtsstaaten aufmerksam. Das Gewaltverständnis solcher Staaten sei instrumentell und zweckgerichtet und tendiere in Krisen immer wieder zur Willkür.
Nach Benjamin entsteht Gewalt dann, wenn eine wirksame Ursache in Verhältnisse eingreift, die als sittlich verstanden und die durch Begriffe wie Recht und Gerechtigkeit markiert werden kann.
In einer Rechtsordnung diene Gewalt zuerst als Mittel und nicht als Zweck. Ist Gewalt lediglich das Mittel in einer Rechtsordnung, so lassen sich Kriterien für diese Gewalt finden. Gefragt werden kann, ob Gewalt ein Mittel zu gerechten oder zu ungerechten Zwecken darstellt.
Benjamin kritisiert das Naturrecht, nach dessen Anschauung Gewalt „ein Naturprodukt, gleichsam ein Rohstoff [sei], dessen Verwendung keiner Problematik unterliegt, es sei denn, daß man die Gewalt zu ungerechten Zwecken mißbrauche.“ An diesem Punkt verweist er auf die Nähe zwischen rechtsphilosophischen Dogmen, die aus den natürlichen Zwecken als Maß die Rechtmäßigkeit der Gewalt ableiten, und naturgeschichtlichen Dogmen des Darwinismus, der neben der „natürlichen Zuchtauswahl die Gewalt als ursprüngliches und allen vitalen Zwecken der Natur allein angemessenes Mittel ansieht.“ Anknüpfend an die naturrechtliche Gewaltvorstellung kritisiert Benjamin ebenfalls die gegenläufigen Thesen des Rechtspositivismus, denen zufolge die Gewalt aufgrund geschichtlicher Prozesse von Ablehnung und Zustimmung (Sanktionierung) in ihrer Rechtmäßigkeit beurteilt werden müsse.
Göttliche Gewalt
Im zweiten Teil des Aufsatzes folgte Benjamin Sorels Generalstreik-Mythos und kam dabei der eschatologischen Zielrichtung des Sorelschen Gewaltbegriffs näher als die Autoren, die ihn wie Schmitt ins nationalsozialistische Denken integrieren wollten. Wie Sorel verstand Benjamin Gewalt nicht als funktional (also z. B. als rechtsetzend oder rechterhaltend), sondern als reine Form, als Einbruch von etwas Erhabenem in die Geschichte. Sie sei „nicht Mittel, sondern Manifestation“ und in ihrer ultimativen Form „göttlich“.
Benjamin entwirft hier eine sich von den politischen und gesellschaftlichen Formen der Gewalt qualitativ unterscheidende, die sogenannte göttliche Gewalt. Der rechten Gewalt stellt er somit antithetisch eine gerechte gegenüber. Diese wird außerhalb des rechtsstaatlichen Zweck-Mittel-Schemas gedacht und fungiere, da sie im Dienste der Erlösung stehe, in besonderen Fällen als ihre legitime Gegenfigur.
Nicht zuletzt aufgrund ihrer Kontroversität und Abstraktheit reichen die Interpretation der zweiten Texthälfte der Kritik zum Teil weit auseinander. Eine grundsätzliche Übereinstimmung besteht zumindest darin, dass Benjamin die göttliche Gewalt (siehe auch Gewalt in der Bibel) als Gegenkonzeption zur rechtsetzenden konzipiert. Sie zielt mittelbar auf die Realisierung vom gerechten Reich Gottes auf Erden. So fasst er in Zur Kritik der Gewalt seine eigene Position zusammen:

„Ist die mythische Gewalt rechtsetzend, so ist die göttliche rechtsvernichtend, setzt jene Grenzen, so vernichtet diese grenzenlos, ist die mythische verschuldend und sühnend zugleich, so ist die göttliche entsühnend, ist jene drohend, so ist diese schlagend, jene blutig, so diese auf unblutige Weise letal.“

Strittig ist jedoch die konkrete Gestalt der göttlichen Gewalt allgemein und der o. g. unblutigen Letalität insbesondere. An ihr entzündet sich die Diskussion nach der Nähe von Benjamins Gewaltphilosophie zum politischen Radikalismus. Axel Honneth begreift die unblutige Letalität unter Referenz auf Benjamins Auseinandersetzung mit der Streiktheorie als expressiven und nicht-militanten „Ausdruck einer sittlichen Empörung“. Sie lässt sich aber auch, weniger demokratisch, als Beschreibung der staatlichen Praxis des Verschwindenlassens oder ideologische Grundlage autonomer Bewegungen verstehen.
Unbestreitbar ist, dass Benjamins Gewaltbegriff explizit in Ausnahmefällen die mögliche Legitimation des Tötens beinhaltet. Das absolute biblische Tötungsverbot wird von Benjamin zu einer „Richtschnur des Handelns“. abgeschwächt, von dem man in „ungeheuren Fällen die Verantwortung [hat, …] abzusehen“.
Durch die Einführung des Verantwortungsbegriffs einerseits und das Beharren auf das Tötungsverbot als moralische Richtschnur andererseits liegt Benjamin die vollständige Relativierung von Gewalthandlungen fern. Im Gegenteil stellt sich mit ihm das Problem der Legitimität erneut unter grundsätzlicheren Gesichtspunkten als rechtlichen Begrifflichkeiten. Als dezidiert herrschaftskritisches Denkgerüst legitimiert seine Philosophie in der Tat unter gewissen Vorbedingungen die gerechte göttliche Gewalt als Widerstandsform gegen ungerechte Rechtsstaatlichkeit. Da die göttliche Gewalt jedoch erst im Nachhinein als eine solche erkennbar sei, verortet der Autor die Frage nach der Legitimität existenziell. Der Gewaltakt selbst sei eine Entscheidung, bei der das monadische Individuum auf sich selbst gestellt bleibe und die unabsehbaren Konsequenzen, auch den eigenen Irrtum, tragen müsse.
Wirkung
Spätere Theoretikerinnen und Theoretiker wie Theodor W. Adorno, Hannah Arendt, Jacques Derrida, Enzo Traverso und Giorgio Agamben wurden in ihrer Analyse davon beeinflusst und beziehen sich auf die kritische Theorie Benjamins.

## Geschichte der Darstellung von Gewalt

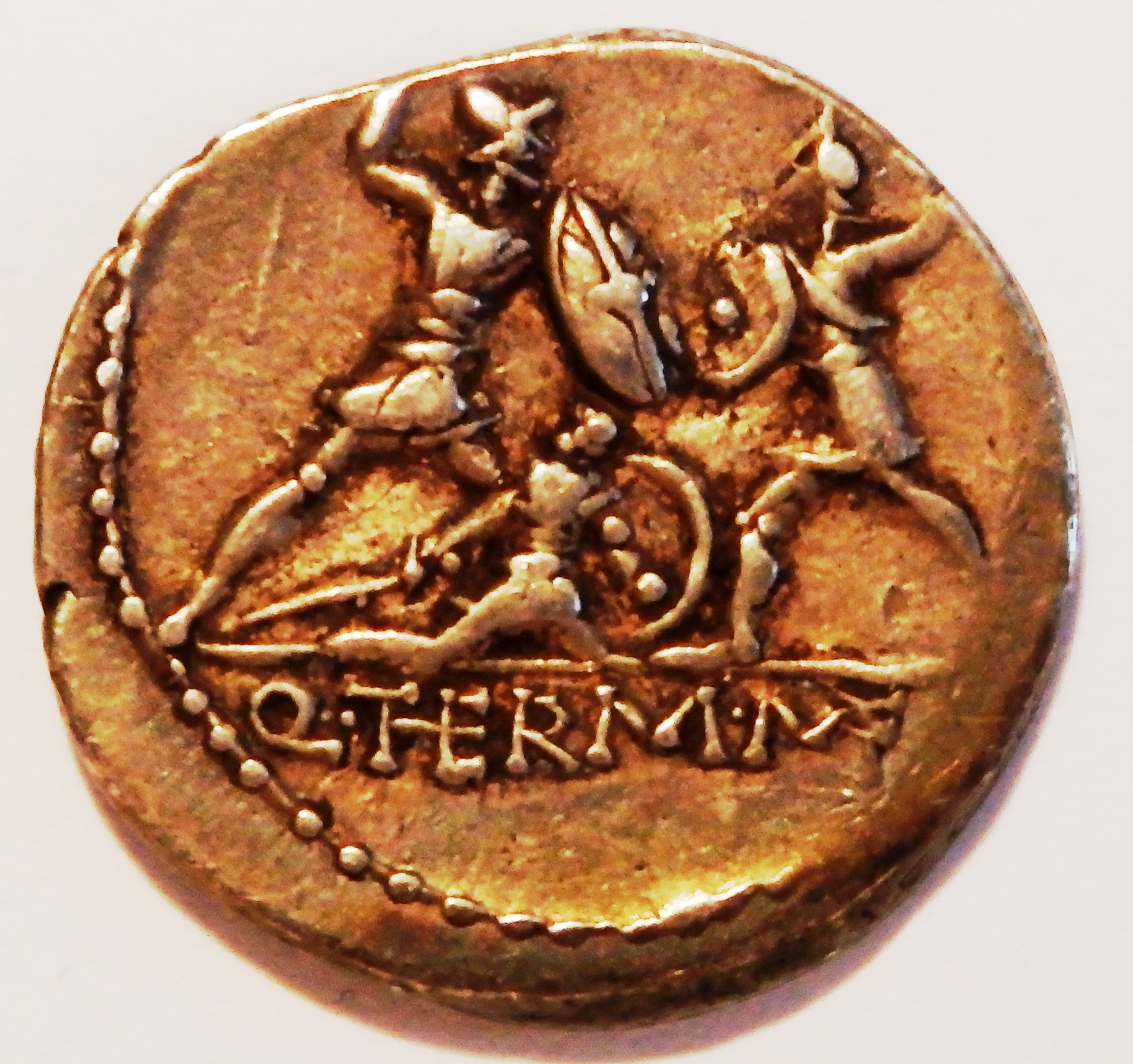
Schwertkampf auf Denar, Röm. Republik, ca. 103 v. Chr., Albert Nr. 1123

Gewaltdarstellungen gab es bereits in der Kunst des Alten Ägypten. So sind z. B. Reliefs überliefert, auf denen der Pharao unterworfene Gegner erschlägt. In der Kunst des klassischen Griechenland konnte Gewalt nur in bestimmten, genau definierten Themenbereichen auftreten, vor allem in Darstellungen des Mythos und des Krieges. In der etruskischen Kunst oder auf Münzen der Römischen Republik und der römischen Kaiserzeit wurden zum Teil sehr drastische Gewaltszenen abgebildet. Zumindest bei Münzen handelt es sich aufgrund ihrer hoheitlichen Funktion um offizielle Staatskunst.
Die Verbreitung des Christentums änderte auch die Darstellung von Gewalt in der Kunst. Die Auswirkung auf die Opfer von Gewalt wird seltener und zurückhaltender gezeigt. Mit der Gotik nimmt die Darstellung Jesu als Toter oder am Kreuz Leidender zu.
Mit Beginn der Neuzeit wurde das Schlachtengemälde ein wichtiges Genre der Malerei, die im Dreißigjährigen Krieg einen ersten Höhepunkt erlebte.